# Fausto de Milevo
Fausto de Milevo, chamado também de Fausto, o Maniqueu (em latim: Faustus Manichaeus), foi um bispo maniqueísta do século IV lembrado principalmente por seu encontro com Santo Agostinho em Cartago por volta de 383. Segundos os mestres da seita em Roma, era um dos mais letrados do grupo. Ele era nativo de Milevo (moderna Mila), na Numídia (moderna Argélia). De origem humilde e pagã, ficou famoso como professor, pregador e debatedor.
Durante seu período maniqueísta, Agostinho conseguiu encontrar-se com ele para conversar e tirar suas dúvidas; ele ficou profundamente impressionado com as habilidades retóricas e a disciplina de Fausto, mas descobriu que ele não tinha as respostas que esperava. A partir daí, passou a ter dúvidas sobre as doutrinas maniqueístas.
Depois de se converter ao cristianismo, Agostinho escreveu uma obra polêmica contra ele chamada "Contra Faustum".